# Circoncision à Madagascar
Pour les articles homonymes, voir Circoncision (homonymie).
La circoncision est une pratique initiatique traditionnelle encore en vigueur à Madagascar et qui prend différentes formes selon les régions. Dans les Hauts-Plateaux, en Imerina, elle se pratique en hiver, c'est-à-dire entre mai et août, de manière individuelle. Elle est appelée famorana ou didimpoitra. Dans le sud de l'île, elle se déroule de manière collective et se dénomme sambatra chez les Antambahoaka du Sud-Est et savatse chez les Ambolavaha du Sud-Ouest. Le sambatra, qui a lieu tous les sept ans, donne lieu à des réjouissances pouvant durer un mois.

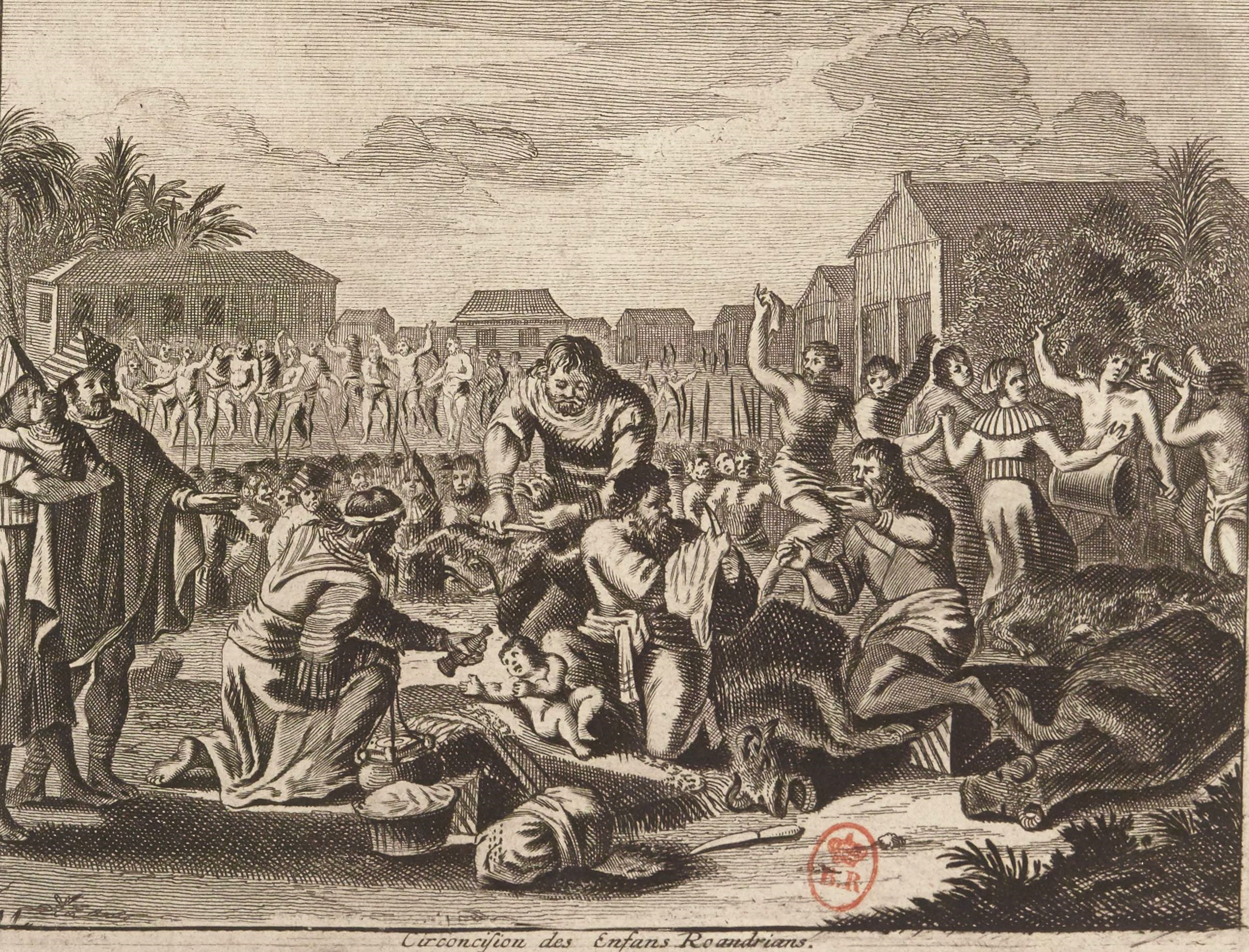
Estampe tirée de la Galerie agréable du monde, du géographe Pieter van der Aa.

## Signification symbolique
La circoncision persiste mais tend à perdre de son symbolisme originel et à se réduire en une simple coutume. Au-delà de la diversité de ses manifestations, elle symbolise la puissance sexuelle, associée à la fécondité.

## Déroulement du rituel en Imerina
La première sortie publique du bébé s'effectue une huitaine de jours après sa naissance, qui ne possède pas encore de nom. Après  trois à cinq mois, un premier rituel consiste à effectuer la première coupe de cheveux aux enfants, qu'on appelle ala volon-jaza littéralement « enlèvement de cheveux autour d'un grand repas ». Les filles sont alors pleinement intégrées à l'humanité mais les garçons doivent être circoncis pour cela. 
La cérémonie de la circoncision proprement dite se déroule traditionnellement pendant l'hiver, une case étant dévolue à l'opération proprement dite. Toute la famille participe à sa préparation (matériel et condiments symboliques, comme le sucre et la banane). Au crépuscule, tous les mâles de la famille prennent le « rano mahery » ou eau sacrée recueillie par le passé au pied d'une montagne par un homme fort qui ne devait pas être orphelin. Cette eau sert au « rain-jaza », le circonciseur, pour laver les mains, la plaie de l'enfant et le couteau.
Le prépuce est mangé entre deux rondelles de banane par le père ou un oncle, dans l’espoir d'avoir une descendance masculine. Cette pratique, antérieure au XVIe siècle et au règne de Rafohy d'Imerimanjaka, prend désormais une forme simplifiée, tant par le matériel utilisé que dans son déroulement, un médecin remplaçant par exemple le circonciseur. Elle tend à perdre sa dimension sacrée et sa fonction de rite de passage.

## Sambatra
Pour les Antambahoaka la circoncision, ou sambatra, se déroule de manière collective tous les 7 ans, donnant lieu à de grandes réjouissances. Encore pratiquée au début du XXIe siècle, les petits garçons nés durant cet intervalle septennal se voient consacrés homme par le roi.

### Ouvrages
- (en) Maurice Bloch, From blessing to violence : history and ideology in the circumcision ritual of the Merina of Madagascar, Cambridge, Cambridge University Press, 1984, IX-210 p. (présentation en ligne)

### Articles
- Louis Molet, « Conception, naissance et circoncision à Madagascar », L'Homme, Paris, EHESS, vol. 16, no 1,‎ 1976, p. 33-64 (JSTOR 25159120)

- Pierre Pacaud, « L'ombilic et le prépuce : naissance, mort, castration dans les sociétés malgaches », Champ psychosomatique, vol. 36, no 4 « Du marquage du corps à l’automutilation »,‎ 2004, p. 39-55 (lire en ligne)

- Robert Razafitsaroana et P.H. Dubois, « Le "Sambatra" ou la circoncision chez les Antambahoaka : tribu de la côte Est de Madagascar (Mananjary) », Anthropos, vol. 22, nos 5-6,‎ 1927, p. 747-764 (JSTOR 40445698)